# ركين بنغالي صغير
ركين بنغالي صغير (باللاتينية: Bandicota bengalensis)هو جرذ جنوب آسيا. يمكن لطوله أن يتجاوز 40 سم (بمافيها طول الذيل). يعتبر آفة محاصيل الحبوب و حدائق الهند و سيريلانكا.